# شعير دقيق
الشعير الدقيق نوع نباتي يتبع جنس الشعير من الفصيلة النجيلية.

## الموئل والانتشار
ينتشر النبات في معظم مناطق الولايات المتحدة باستثناء أقصى الغرب.

## الوصف النباتي
النبات حولي قريب من أنواع الشعير المنتشرة في أمريكا الجنوبية.